# Басейна вулиця (Київ)
Басе́йна ву́лиця — вулиця в Печерському районі міста Києва, місцевість Бессарабка. Пролягає від Бессарабської площі до вулиць Шовковичної та Госпітальної.
Прилучаються вулиці Крутий узвіз, Бессарабський проїзд, Шота Руставелі та Еспланадна.

## Історія
Вулиця виникла у 30-ті роки XIX століття. Щодо походження назви вулиці існує кілька версій. За першою з них, назва походить від басейну питної води, який живився природними джерелами. За іншою версією — від невеликого басейну-фонтану, спорудженого у 40-х роках XIX століття поблизу Бессарабської площі. За третьою версію, назва вулиці походить від так званої «басейної канави» — водозбірного рову посередині вулиці, куди у XIX столітті було спрямовано стічні води з Хрещатика. Обабіч канави пунктирно стояли невеличкі типові будівлі. Наприкінці сторіччя канаву засипали, натомість сюди було поширено Бессарабський базар. Вздовж вулиці зводилися капітальні кам'яниці за проектами відомих архітекторів, більшість споруд межі XIX—XX століття збереглася донині.
Парний бік вулиці колись належав до Либідської поліцейської частини і за міським розкладом був віднесений до 4-го розряду, непарний належав до Двірцевої частини і відносився до 3-го розряду; 1914 року всю вулицю було віднесено до 1-го розряду. У повоєнні роки на осі проїжджої частини закладено пішохідний бульвар, який ліквідували у 2001 році.
На багатьох вуличних вказівниках фігурує назва: вулиця Басєйна.

## Персоналії
У будинку № 6 (не зберігся) у 1876–1894, 1913–1914 та 1916–1920 роках жив композитор Рейнгольд Глієр. У будинку № 5-А до 1903 року проживала Голда Меїр, на честь якої на будинку встановлено меморіальну дошку.

## Пам'ятки архітектури
- буд. № 1/2 — колишній готель «Пале-Рояль», 1899—1900; архітектор А. Краусс. Проживав і працював архітектор Михайло Бобрусов (1910-ті роки).
- буд. № 3 — житловий будинок, кінець XIX — початок XX ст.
- буд. № 5-А — житловий будинок, кінець XIX — початок XX ст.
- буд. № 5-Б — житловий будинок, кінець XIX — початок XX ст.
- буд. № 9-Г — житловий флігель, кінець XIX — початок XX ст.
- буд. № 13 — прибутковий будинок, 1897 р.
- буд. № 15 — прибутковий будинок, 1900 р; архітектор А. Краусс
- буд. № 17 — Житловий будинок Управління капітального будівництва Київського міськвиконкому, 1954—1955; архітектор Ольга Лозинська.
- буд. № 21 — житловий будинок, 1897 р.

## Меморіальні дошки
- буд. № 3 — меморіальна дошка на честь підпільного Залізничного райкому ЛКСМУ м. Києва, який провадив роботу у цьому будинку в період німецько-фашистської окупації (1941–1943 роки). Виготовлена з граніту, відкрита у 1975 році.
- буд. № 5-А — меморіальна дошка на честь державного діяча Ізраїлю Голди Меїр (1898–1978), яка мешкала у цьому будинку до 1903 року. Виготовлена у вигляді бронзового барельєфу (скульптор В. Медвєдєв), відкрита 23 листопада 1998 року.
- буд. № 12 — меморіальна дошка на честь засновника Дитячої художньої студії Наума Осташинського, який жив у цьому будинку в 1982–2004 роках. Виготовлена у вигляді барельєфу з бронзи та граніту (скульптор Анатолій Кущ), відкрита 14 травня 2011 року.

Меморіальна дошка Голді Меїр  (буд. № 5-А)